# Bedřich Jelen
Bedřich Jelen, též Fryderyk Jelen (24. října 1851, Libice nad Cidlinou – 4. února 1910, Varšava), byl evangelicko-reformovaný duchovní českého původu působící dlouhodobě v Polsku.

## Život
Bedřich Jelen se narodil jako nejmladší syn libického evangelického faráře Jana Jelena (1802–1890). Po studiích a ordinaci ve Velké Británii odešel do Polska.
V letech 1908–1910 byl generálním superintendentem Evangelicko-reformované církve v Polském království.
S manželkou Anielou, roz. Semadeni, měl dva syny; mladší Jerzy (Jiří) byl rovněž kazatelem, zahynul v Dachau.